# Slag bij Vlaardingen (1018)

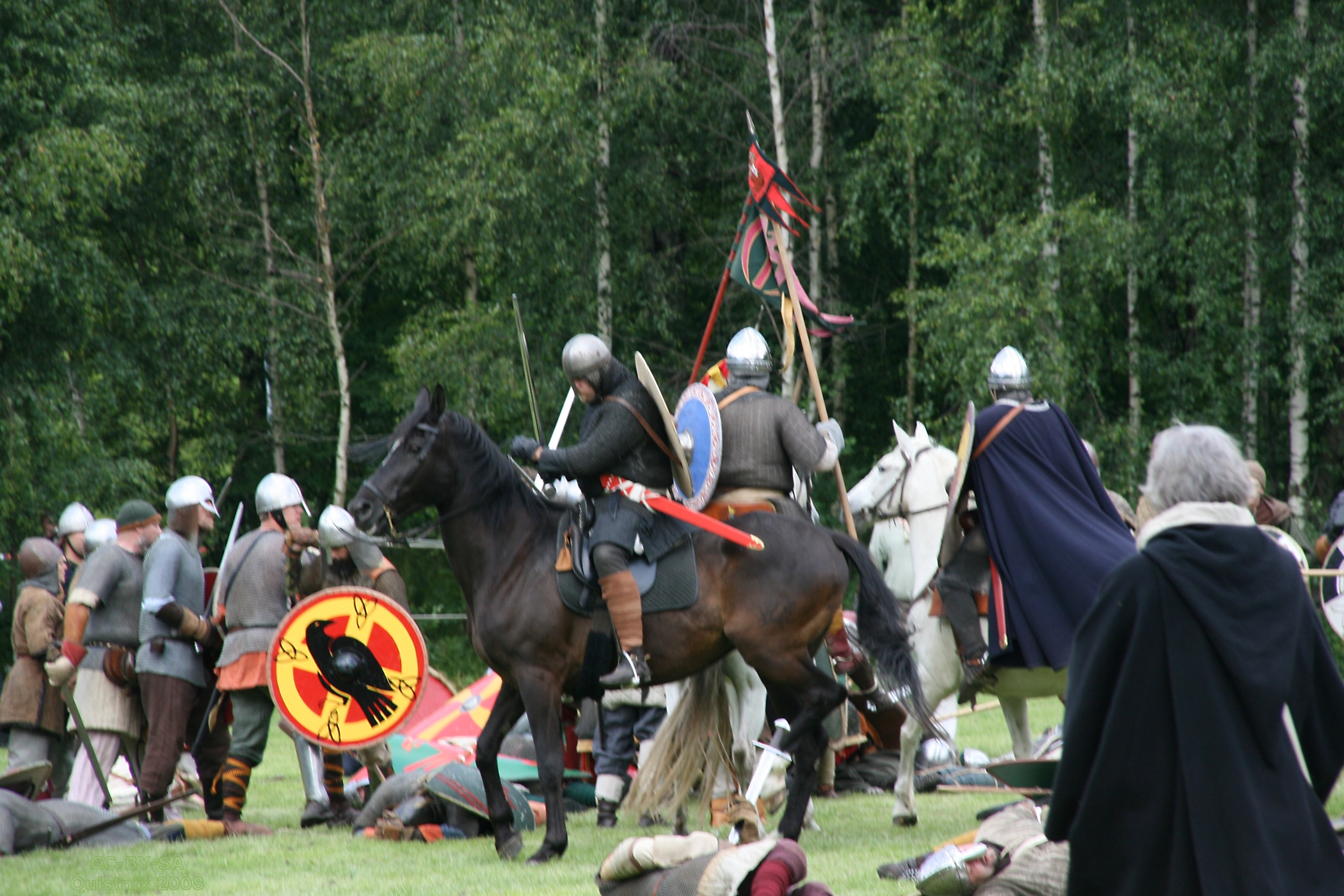
Reënscenering - strijdtoneel

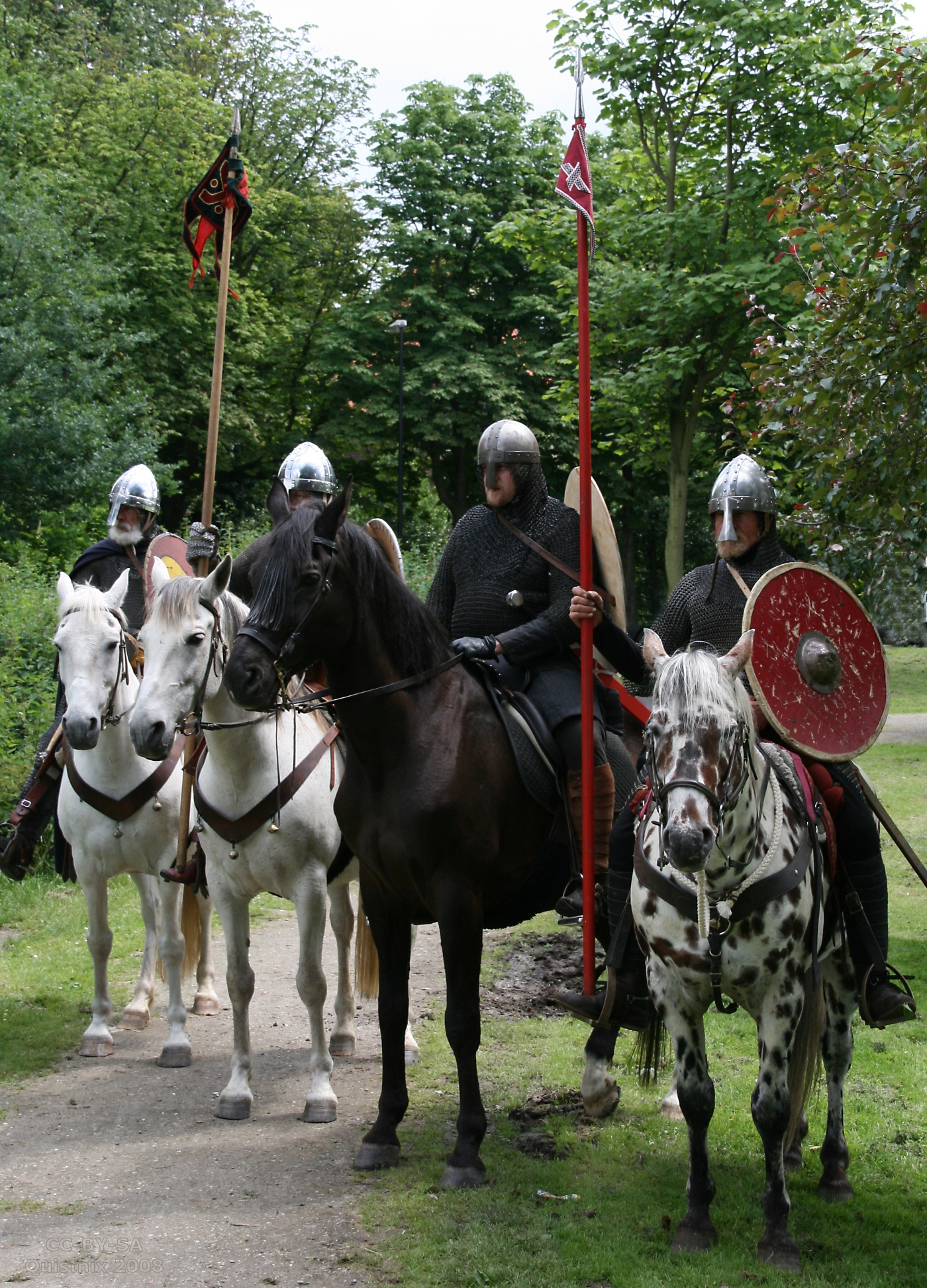
Re-enscenering - Duitse cavaleristen

De Slag bij Vlaardingen werd op 29 juli 1018 gevoerd door graaf Dirk III van West-Frisia (voorloper van het latere graafschap Holland) tegen keizer Hendrik II. Alhoewel het keizerlijke leger veel groter was, behaalde de graaf de overwinning. Het was een belangrijke slag omdat het een begin was van grotere feitelijke onafhankelijkheid van het graafschap Holland.

## Achtergrond
Dirk III voerde van 993 tot 1039 als graaf het bewind over West-Frisia. Zonder toestemming van de Duitse keizer, van wie hij de neef en leenman was, had hij een tol ingesteld op de rivier de Merwede (de huidige Nieuwe Maas) bij Vlaardingen. Hiermee benadeelde hij de handelaren die tussen Tiel en Engeland voeren. Die zagen de tolheffing als pure piraterij. Bovendien had Dirk III land van het bisdom Utrecht en andere kerkelijke rechten in bezit genomen. De bisschop en de Tielse kooplieden beklaagden zich hierover bij de keizer tijdens een hofdag in Nijmegen op 6 april 1018. Dirk was ook aanwezig. Toen de keizer verordonneerde dat hij zijn tolheffing moest stoppen en alle goederen weer teruggeven aan de kerk, weigerde de graaf. De keizer beval daarop dat een leger naar Vlaardingen uitgezonden moest worden. Dirk verliet de vergadering voortijdig, aankondigende dat hij de uitvoering van de keizerlijke plannen zou verhinderen.

## De slag
Het keizerlijke leger bestond uit professionele strijders in dienst bij de bisdommen Luik, Kamerijk en Utrecht. De bevelhebber was hertog Godfried van Lotharingen. De keizer zelf was niet van de partij, maar wel de bisschoppen van Luik en van Utrecht. Het leger vertrok per schip vanuit Tiel. Die stad had transportvaartuigen ter beschikking gesteld. Volgens een schatting door amateurhistoricus Kees Nieuwenhuijsen in 2018, bestond de strijdmacht uit zo'n duizend man, vervoerd door ongeveer vijfentwintig schepen. Ze namen geen paarden mee. Dat was nog een bovengemiddelde omvang voor een militair treffen in de elfde eeuw. Dirks legertje, bestaande uit zijn wapenknechten en wat slecht bewapende boeren, moet nog een stuk kleiner geweest zijn. Onderweg naar Vlaardingen haakte bisschop Balderik van Luik af omdat hij onwel werd. Hij overleed op dezelfde dag als de slag, in Heerewaarden.
Bij Vlaardingen kwam het leger van Godfried aan land. De meeste bewoners waren al gevlucht naar de burcht van Dirk of naar de nederzetting die daarachter lag. De Vlaardingse burcht was vermoedelijk een ringwalburg met houten palissades en een diameter van 100-150 meter, op de plek waar nu de Markt ligt. De nederzetting, ervan gescheiden door een gracht, lag ten noorden daarvan, op de westelijke oever van de Vlaarding (tegenwoordig de Oude Haven).  Archeologisch onderzoek heeft aangetoond dat Vlaardingen in deze periode niet groter was dan zeventien houten huizen.
Rondom de burcht lag een veenmoeras doorsneden door sloten, waar de strijders van keizer Hendrik maar moeilijk doorheen kwamen. Het leger maakte daarom een omtrekkende manoeuvre. Volgens Nieuwenhuijsen is het waarschijnlijk dat de burcht aan de westzijde via een dam of brug over de omgrachting toegankelijk was, ten noorden van een zijkreek van de Vlaarding, de Poeldijkse Wetering, en wilden de keizerlijke troepen die door de omtrekkende beweging bereiken. De voorhoede werd plotseling, vanuit een hinderlaag, aangevallen door Vlaardingse strijders die zich kennelijk in de begroeiing verscholen hadden gehouden. Er ontstond in de achterhoede paniek toen daar werd geroepen dat de aanvoerder, hertog Godfried, op de vlucht was geslagen. De manschappen vluchtten in wanorde terug naar hun schepen. Van deze paniek maakte een groep West-Friezen, ongeregelde boeren die zich tot dan toe op wat hogere westelijker grond buiten de strijd hadden gehouden, gebruik: ze stormden achter de vluchtenden aan en sloegen en staken er op los. De vijanden werden gedood of verdronken in de rivier, toen ze hun schepen probeerden te bereiken. Die hadden na het ontschepen de stroombedding weer opgezocht om niet bij eb vast te lopen. Verschillende schepen zouden omgeslagen zijn door het gewicht van de aanklampende soldaten. Andere vaartuigen voeren weg om dit te voorkomen.
Bij de eerste aanval was bisschop Adelbold van Utrecht al met zijn manschappen naar een schip gevlucht waardoor Godfried er alleen voorstond. Het gerucht dat de hertog was gevlucht klopte niet: hij bleef kranig weerstand bieden, maar kwam steeds meer in het nauw. Hij doorstak persoonlijk met een speer een Fries die hem van achteren belaagde. Toen het aanvalsleger bijna helemaal uitgeschakeld was, kwam Dirk op zijn paard zijn burcht uitgereden om Godfried te ontzetten en hem in eigen persoon gevangen te nemen.
De hertog heeft vermoedelijk met graaf Dirk onderhandeld over zijn vrijlating. Godfried mocht al spoedig weer gaan. Volgens de kronieken zou Dirk meteen voor hem op zijn knieën zijn gegaan, vergiffenis smekend voor zijn daden. Godfried moest die smeekbede dan weer overbrengen aan bisschoppen en keizer. Zo maakte Dirk het mogelijk voor zijn superieuren om zonder gezichtsverlies een ongunstige regeling te accepteren: Godfried mocht gaan en Dirk III zou voortaan met rust gelaten worden door de keizer. Hendrik II ging daarin mee, ook omdat hij van Dirk III afhankelijk was voor de verdediging van zijn kust tegen een "grimmiger vijand": de Noormannen.

## Vervolg
Drie decennia na de Slag bij Vlaardingen was het opnieuw onrustig in en om Vlaardingen. In het voorjaar van 1046 reisde koning Hendrik III met een oorlogsvloot naar Vlaardingen om het gebied dat graaf Dirk IV (zoon en opvolger van Dirk III) zich daar had toegeëigend te heroveren. Dit had geen blijvend effect, want in september 1047 trok Hendrik III opnieuw naar Frisia om de burchten van Rijnsburg en Vlaardingen in te nemen. Die expeditie liep uit op een mislukking: het keizerlijke leger kon in het waterrijke gebied niet goed standhouden en vertrok weer. Op de terugtocht vielen strijders van graaf Dirk IV de laatste schepen aan en maakten veel slachtoffers. In januari 1049 wisten de bondgenoten van Hendrik III de opstandige graaf Dirk IV er wel onder te krijgen: ze lokten hem bij Dordrecht in een hinderlaag en doodden hem.
Het gezag van de graven van West-Frisia werd nog verder aan het wankelen gebracht toen in 1061 Floris I, de broer en opvolger van Dirk IV, ook door zijn vijanden werd omgebracht.  Diens zoon en opvolger Dirk V werd in 1070 door bisschop Willem van Utrecht en hertog Godfried met de Bult uit West-Frisia verdreven. In 1076 wist Dirk V, met hulp van zijn stiefvader Robrecht I van Vlaanderen, de hertog te vermoorden en, in de Slag bij IJsselmonde, de bisschop definitief te verslaan.